# Énochien
 (mars 2022).
 (mars 2022).
Améliorez-le ou discutez des points à vérifier. 
L’énochien, hénokéen ou « langage des anges », est une langue construite occulte ou angélique supposée, possédant son propre alphabet, découverte dans les carnets de note des occultistes et alchimistes anglais John Dee et Edward Kelley, au XVIe siècle. Il est largement employé en magie énochienne.

## Étymologie

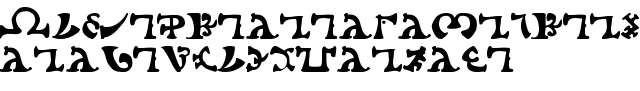
Phrase portez ce vieux whisky au juge blond qui fume, représentant chacune des lettres latines écrites en hénokéen

Deux formes écrites sont reconnues aujourd'hui pour ce concept :
1. « Énochien » est dérivé du terme anglais enochian, le système énochien ayant d'abord été une affaire anglo-saxonne.
2. « Hénokéen » est le terme francophone, introduit par Jean-Pascal Ruggiu et repris par Hiramash[2] dans la Magie d'Hénok, en référence à « Hénok », le patriarche biblique dont se prévaut le système en question (voir bibliographie francophone).

Le nom énochien est construit sur le nom d'Hénoch (de l'hébreu : חֲנוֹךְ, Standard Khanokh Tiberien Ḥănôkh signifiant « initié »), aussi transcrit Énoch, le 7e patriarche, père de Mathusalem, d'après la Genèse, à ne pas confondre avec son homonyme fils de Caïn. Il lui est attribué un récit biblique apocryphe appelé le Livre d'Hénoch, dans lequel est décrite sa visite du Paradis.
Le site Nominis fournit des explications complémentaires sur Hénok, notamment son importance en Éthiopie et en Arménie.

## Les origines selon John Dee

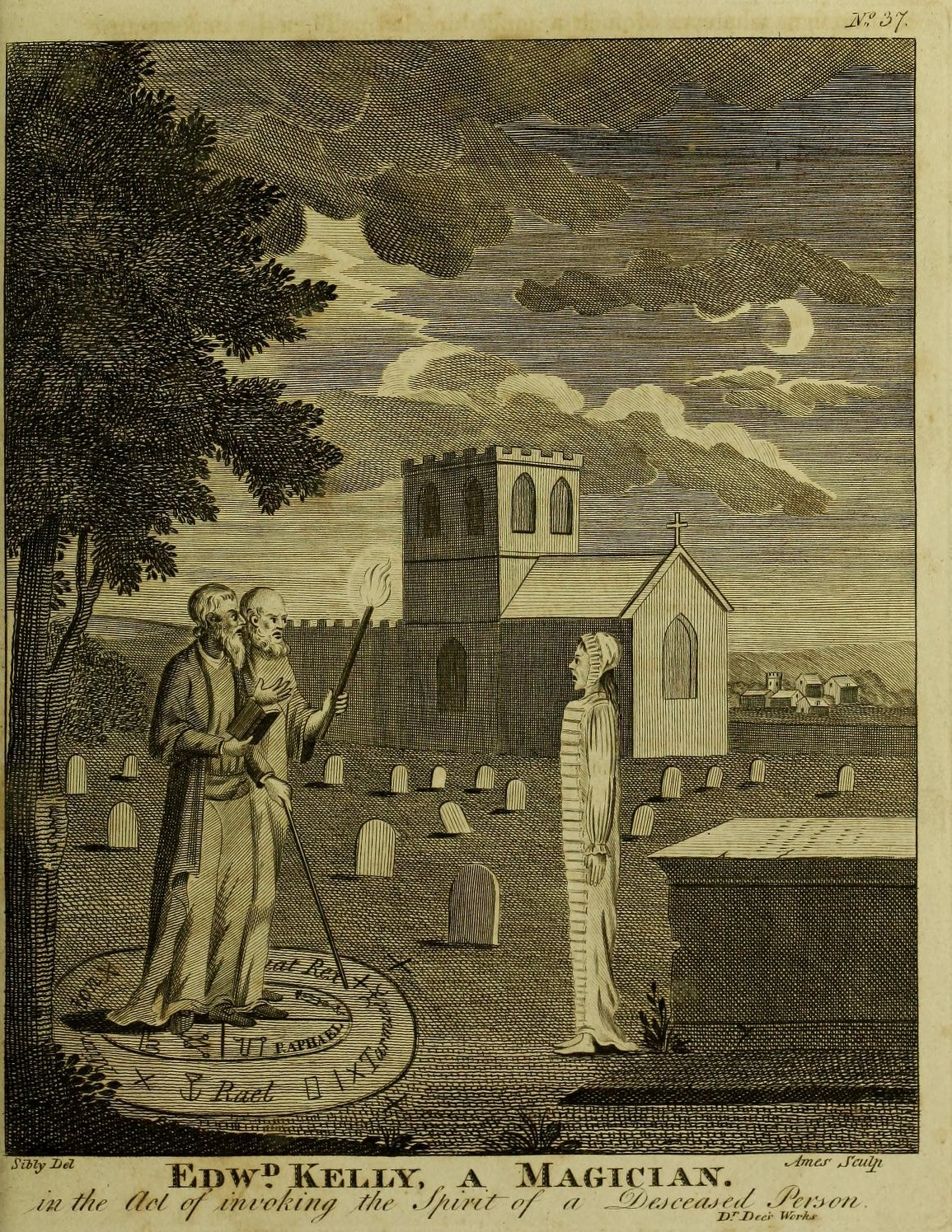
John Dee et Edward Kelley invoquant un esprit, selon l'imagerie populaire

Selon John Dee, il s'agit du tout premier langage. Il l'appelait « langage céleste », « langage des anges », « premier langage du Christ-Dieu », « langage sacré » ou encore « la langue adamique », utilisée par Adam pour nommer les choses et les êtres qui l'entouraient.
Après sa chute du Paradis, Adam ayant tout oublié, il construisit alors un proto-hébreu fondé sur un vague souvenir de l'énochien. Ce second langage devint le langage universel jusqu'à la confusion des langues de la Tour de Babel. À partir de là, toutes les langues du monde furent développées.

## L'alphabet hénokéen
1. L'alphabet hénokéen est connu pour avoir 21 lettres, soit une de moins que l'alphabet hébreu. Les lettres de ce dernier sont connues pour être réparties en trois catégories, « lettre-mères », « lettres simples », etc. Il n'y a pas de classement de ce genre qui soit connu en hénokéen.
2. Le procédé kabbalistique de la guématrie n'est, semble-t-il, pas originaire de l'hénokéen, même s'il est réputé avoir un peu d'efficacité. Il existe des signatures numériques de lettres, d'entités ou même de tablettes entières, mais on ne connaît pas le mécanisme qui relie les nombres aux lettres ; la valeur guématrique semble entièrement dépendre du contexte, ainsi une même lettre pourra avoir une valeur guématrique variable selon le mot dans lequel elle se trouve. En revanche, l'étude du nombre de lettres semble être d'une aide précieuse ; ainsi les Anges de la Grande Table de la Terre ont soit quatre lettres soit cinq lettres ; dans ce dernier cas, ils sont réputés faire des miracles. Si un mot hénokéen a douze lettres, alors il est associé au symbolisme du douze, comme le Pendu dans le Tarot, etc.
3. Il existe deux versions légèrement différentes des glyphes de l'alphabet hénokéen : la version de Kelly, dite « ophanique », et la version « Casaubon », un peu plus ronde.
4. Les lettres hénokéennes ont chacune un nom. Ce nom lui-même peut être écrit avec des lettres hénokéennes ; on peut ainsi définir un tableau de relations entre les lettres hénokéennes, dont il est possible d'étudier les lettres « orphelines » et les symétries.

Alphabet énochien ou hénokéen employé en magie hénokéenne, avec des commentaires en anglais sur le nom propre hénokéen de chacune des lettres:
| Équivalent anglais | Lettre | Nom de la lettre | Prononciation | Remarques |
| ------------------ | ------ | ---------------- | ------------- | --------- |
| A                  |        | Un               | /ɑ/           |           |
| B                  |        | Pa               | /b/           |           |
| C / K              |        | Veh              | /k/           |           |
| D                  |        | Gal              | /d/           |           |
| E                  |        | Graph            | /e/           |           |
| F                  |        | Or               | /f/           |           |
| G / J              |        | Ged              | /dʒ/          |           |
| H                  |        | Na               | /h/           |           |
| I                  |        | Gon              | /iː/          |           |
| L                  |        | Ur               | /l/           |           |
| M                  |        | Tal              | /m/           |           |
| N                  |        | Drux             | /m/           |           |
| O                  |        | Med              | /oː/          |           |
| P                  |        | Mals             | /p/           |           |
| Q                  |        | Ger              | /q/           |           |
| R                  |        | Don              | /r/           |           |
| S                  |        | Fam              | /s/           |           |
| T                  |        | Gisg             | /t/           |           |
| U / V              |        | Van              | /uː/, /v/     |           |
| X                  |        | Pal              | /ks/          |           |
| Y / W              |        | Gon (avec point) | /j/           |           |
| Z                  |        | Ceph             | /z/           |           |

## Analyse du contexte et critiques
Selon Tobias Churton dans un livre intitulé The Golden Builders, l'idée d'un langage pré-diluvien ou angélique était populaire à l'époque de Dee.
Il fut observé que la syntaxe de l'énochien était identique à celle du vieil anglais. Certains mots semblent avoir tout simplement été repris de langages existant actuellement, « luciftias », « christeos » notamment.
Toutefois :
1. Ces mots sont trop peu fréquents pour établir une statistique.
2. La correspondance entre vieil anglais et hénokéen est établie par Donald Laycock au titre de la superposition de phonèmes : I et J sont confondus, V et W sont confondus, en hénokéen comme en vieil anglais. Il semblerait que cette superposition vaille aussi pour d'autres langues de l'époque (vieux français notamment), l'argument manque donc de solidité.

La polémique supposée sur la vocation maléfique de l'hénokéen tient à la créativité de ceux qui y travaillent :
1. Les tenants des sociétés kabbalistiques cherchent la Tradition Primordiale posée une fois pour toutes, si elle existe, et de ce fait font œuvre de conservatisme : l'hénokéen, novateur, n'attire pas forcément leur intérêt.

## La théorie des Lettressences
Enfin, une théorie récente avance que l'hénokéen doit s'analyser lettre à lettre, ou par groupes de lettres (bigrammes, trigrammes et pentagrammes), chaque lettre ayant à l'instar de l'hébreu un son et un sens. Chaque mot se déploie alors en une phrase faite du sens de chacune des lettres ; l'américaine Patricia Shaffer a canalisé un tel système de transcription grâce à l'Ange de Vénus du système hénokéen, il y a cinq ou dix ans ; l'éditeur Weiser aurait refusé la publication de son dictionnaire, bâti sur ces principes.
Le système des « lettressences » de P. Shaffer est abordé en français dans le livre d'Hiramash. Il a plusieurs conséquences :
1. Les analyses critiques de Laycock et Leitch sont relativisées, car eux ont analysé l'hénokéen comme une langue indo-européenne, cette famille linguistique étant une candidate classique à l'universalité des langues. L'hénokéen y est donc abordé avec une racine et des flexions ; cette approche est fausse, Laycock le reconnaissant lui-même, ne serait-ce qu'en analysant le verbe « être ».
2. Le rôle de la langue hénokéenne est plus flou, on ne sait s'il sert à l'énonciation de contenus humains, à l'exclamation, ou à une quelconque fonction linguistique. C'est la qualification du système en langue humaine qui est en cause.
3. Les lettressences hénokéennes sont applicables avec succès à des langues autres que l'hénokéen, ce qui conforterait leur caractère universel.
4. Le système sonore est cohérent du contenu sémantique des essences : deux lettressences dont la prononciation est similaire ont des sens soit proches, soit cohérents dans la symbolique. Par proximité de prononciation, on s'appuie sur le triangle vocalique pour les voyelles ; pour les consonnes, on s'appuie sur le classement des consonnes selon les zones de contact dans le gosier humain. Ainsi :
  1. la lettre E signifie « Volonté » et I, « énergie ».
  2. F, « Manifestation », et PH, « établir par le souffle ».
  3. D est « possibilité », T est « équilibre ».

#### L'affaire
- John Dee
- Edward Kelley
- Magie énochienne
- Alphabet Celestial (vers 1530) de Henri-Corneille Agrippa de Nettesheim

#### Après Dee et Kelley
- Golden Dawn
- Wicca
- Aleister Crowley
- Magie du Chaos